# Nepenthes sanguinea
Nepenthes sanguinea Lindl., 1849 è una pianta carnivora della famiglia Nepenthaceae, originaria della Malaysia Peninsulare e della Thailandia, dove cresce a 300–1800 m.

## Conservazione
La Lista rossa IUCN classifica Nepenthes sanguinea come specie a rischio minimo (Least Concern).